# Johann Zacharias Dase
Johann Martin Zacharias Dase (23 de junio de 1824 - 11 de septiembre de 1861) fue un calculista mental y matemático alemán.

## Semblanza
Dase asistió a escuelas en Hamburgo desde muy joven, pero luego admitió que su instrucción tuvo poca influencia en él. Solía pasar mucho tiempo jugando al dominó y sugirió que esto desempeñaba un papel importante en el desarrollo de sus habilidades de cálculo. Sufrió ataques de epilepsia a lo largo de su vida desde la primera infancia.
A los 15 años comenzó a viajar extensamente, realizando exhibiciones en Alemania, Austria e Inglaterra. Entre sus hazañas más impresionantes, multiplicó 79532853×93758479 en 54 segundos. Multiplicó dos números de 20 dígitos en 6 minutos; dos números de 40 dígitos en 40 minutos; y dos números de 100 dígitos en 8 horas y 45 minutos. El famoso matemático Carl Friedrich Gauss comentó que alguien experto en cálculo podría haber hecho el cálculo de 100 dígitos en aproximadamente la mitad de ese tiempo con lápiz y papel.
Sin embargo, estas exhibiciones no le permitieron ganar suficiente dinero, por lo que trató de encontrar otros empleos. En 1844 obtuvo un puesto en el Departamento de Ferrocarriles de Viena, pero esto no duró mucho ya que en 1845 se sabe que residía en Mannheim y en 1846 en Berlín.
En 1844, Dase calculó π con 200 decimales en el transcurso de aproximadamente dos meses, un récord para la época, a partir de las fórmulas de Machin:
{\displaystyle {\frac {\pi }{4}}=\arctan {\frac {1}{2}}+\arctan {\frac {1}{5}}+\arctan {\frac {1}{8}}.}
También calculó un logaritmo decimal de 7 dígitos y amplió una tabla de factorización de enteros de 6.000.000 a 9.000.000.
Dase poseía muy poco conocimiento de teoría matemática. El matemático Julius Petersen trató de enseñarle algunos de los teoremas de Euclides, pero abandonó la tarea una vez que se dio cuenta de que su comprensión estaba más allá de las capacidades de Dase.
Sin embargo, Gauss quedó muy impresionado con su habilidad de cálculo y recomendó que la "Academia de Ciencias de Hamburgo" permitiera a Dase realizar trabajos matemáticos a tiempo completo, aunque Dase murió poco después.
El libro "Gödel, Escher, Bach: un Eterno y Grácil Bucle" de Douglas Hofstadter menciona sus habilidades de cálculo: "... también tenía un extraño sentido de la cantidad. Es decir, podía 'decir', sin contar, cuántas ovejas había en un campo, o palabras en una oración, y así sucesivamente, hasta cantidades próximas a 30".